# Waterfall (Sopo Gelovani och Nodiko Tatisjvili sång)
Waterfall är en låt med de georgiska sångarna Sopo Gelovani och Nodiko Tatisjvili. Låtens musik är komponerad av Thomas G:son.

## Eurovision
Den 8 februari 2013 avslöjades det att låten kommer att vara Georgiens bidrag i Eurovision Song Contest 2013.

## Video
En video till låten filmades utanför den georgiska huvudstaden Tbilisi för att visa landets vackra landskap.